# Malcolm Bosse
Malcolm Bosse (Detroit, 6 mei 1926 – New York, 3 mei 2002) was een Amerikaanse schrijver en universiteitsdocent Engelse literatuur. Hij schreef zowel jeugdliteratuur (voor tieners) als volwassenenliteratuur (waaronder thrillers, detectives en historische romans). Veel van zijn romans spelen zich af in Azië, waar hij zelf lange tijd verbleef, en een veel terugkerend thema is godsdiensttolerantie.

## Levensloop
Malcolm J. Bosse groeide op in Moline in Illinois.
Na zijn studie Literatuurwetenschap aan de Yale-universiteit (1950) behaalde hij zijn Magister aan de universiteit van Michigan in 1956. Aansluitend hieraan moest hij in dienst bij de Amerikaanse marine in Vietnam, waar hij zijn eerste novelle Journey of Tao Kim Nam schreef. Ook was hij in dienst in de Handelsmarine in Azie. In 1969 verkreeg hij een Ph.D. in Literatuur aan de universiteit van New York. Daarna gaf hij les in Engelse literatuur aan het City College van New York in Manhattan, tussen 1969 en 1992.
Met name in de jaren 1970 verzorgde Bosse heruitgaven van boeken van Daniel Defoe, Charles Gildon, Mary de la Rivière Manley en Jonathan Swift.
In het bijzonder zijn historische romans spelen zich voornamelijk af in Azie, bijvoorbeeld in China, Indonesië of India. Hij staat bekend om het opvoeren van grappige personages tegen een serieuze historische achtergrond en om een grondige weergave van zowel de historische als culturele bijzonderheden van het beschreven tijdperk. Voor het boek Ganesh won hij in 1983 de Duitse Jeugdliteratuurprijs in de categorie Jeugdboek.
Malcolm Bosse trouwde driemaal, eerst met Janet Cowan. In 1969 huwde hij Marie-Claude Aullas, met wie hij een kind kreeg. Ook met Laura L. Mack (met wie hij vanaf 1996 tot aan zijn overlijden getrouwd was), kreeg hij een kind. Hij stierf in 2002, 75 jaar oud, aan slokdarmkanker.

## Werken
Volwassenenliteratuur
- Journey of Tao Kim Nam (1959)
- The Incident at Naha (1972)
- The man who loved zoos (1974) - De man die van dierentuinen hield (1978)
- The flowering of the novel (1975), mederedacteur
- The Barracuda gang (1982)
- The warlord (1983) - Warlord (1984)
- Fire in heaven (1985) - Hemels vuur (1986)
- Captives of time (1987)
- Strangers at the gate (1989) - Vreemdeling aan de poort (1990)
- Mister Touch (1991) - Mr. Toets (1992)
- The Vast Memory of Love (1992)

Jeugdliteratuur
- The 79 squares (1979) - De tuin van je leven (1983)
- Cave beyond time (1980)[6] - Tocht door de tijd (1984)
- Ganesh  (1981) - Ze noemen me Ganesh (1982)

in 1993 uitgegeven als Ordinary Magic
- Deep dream of the rainforest (1993) - Droom van het regenwoud (1995)
- The examination (1994) - Het examen (1995)
- Tusk and stone (1995) - Slagtand en steen (1998)

## Verfilmingen
- Agent Trouble (1987), naar het boek The man who loved zoos. Regie: Jean-Pierre Mocky. Acteurs: Catherine Deneuve, Richard Bohringer.[7]
- Ordinary Magic (1993), naar het boek Ganesh. Regie: Giles Walker. Acteur: Ryan Reynolds.[8]

## Prijzen en oordeel
Het tienerboek Ganesh (14+) won in 1983 de kinderboekenprijs Vlag en Wimpel in Nederland, en in Duitsland de Duitse Jeugdliteratuurprijs in de categorie Jeugdboek. Het verhaal werd geprezen door meerdere Duitse pedagogen op het gebied van religie.
Het boek gaat over Jeffrey, die veertien jaar in India heeft gewoond. Als zijn vader overlijdt, gaat hij bij een tante in Amerika wonen. Het is een grote aanpassing, zijn leeftijdsgenoten vinden het vreemd dat hij vegetarisch eet en aan yoga doet. Maar als het huis van zijn overgrootvader onteigend en gesloopt dreigt te worden, krijgt hij steun van zijn klasgenoten en houden ze een geweldloos protest, een dagenlange sit-in waarbij ze vasten.
Rudolf Herfurtner schreef in 1982: "Malcolm Bosse brengt zijn pedagogische overtuigingen duidelijk, maar niet opdringerig, aan de lezer over. Drie dingen wil de docent Literatuur van de universiteit in New York naar voren brengen: begrip voor een ver land; het grondbeginsel van Satyagraha (de geweldloze weerstand van Gandhi); en een lichte kritiek op het gedrag van Amerikaanse tieners. (...) Ganesh is een rustig verhaal, dat boeit door de nauwkeurige sfeerbeelden, tot uiteindelijk in het derde deel de spanning van buitenaf voor meer vaart in het verhaal zorgt. Hoewel sommige personages sterk geïdealiseerd worden neergezet, is Ganesh  een geslaagde versmelting van de oosterse filosofie en manier van leven, met de Westerse geschillen over het milieu - verteld als een sluitende geschiedenis van een boeiende hoofdpersoon".